# Робертс, Орал
Грэнвилл Орал Робертс (англ. Granville Oral Roberts; 24 января 1918 — 15 декабря 2009) — теле-евангелист, харизматический проповедник, один из пионеров «телевизионного евангелизма». Основатель Евангельской ассоциации Орала Робертса и Университета Орала Робертса. Один из самых известных и самых противоречивых религиозных лидеров XX века. В своих проповедях делал акцент на вере. Его богослужения на протяжении шестидесяти лет привлекли миллионы последователей по всему миру. Он заложил основы учения евангелия процветания и изобилующей жизни. Масштаб и методы его служения, в том числе широко разрекламированные просьбы о финансировании, породили споры между сторонниками и критиками его подхода.

## Биография
Орал Робертс родился в округе Понтоток (Оклахома) и был пятым и младшим ребёнком преподобного Мелитина Эллис Робертса и Клавдии Присциллы Робертс.
Ранняя жизнь Орала Робертса проходила в нищете, и в возрасте 17 лет он чуть не умер от туберкулеза. После окончания средней школы Орал Робертс учился в течение двух лет в Баптистском университете в Оклахоме. В 1938 году он женился на дочери проповедника Эвелин Лютман Фахнесток.

## Разъездной проповедник
После окончания обучения в колледже не получив степени, Робертс стал разъездным проповедником. Он побуждал людей получать Божественное исцеление по вере. По данным журнала «Тайм» от 1972 года, первоначально Робертс сделал себе имя, выступая с большой передвижной палаткой, в которой «устанавливались 3000 металлических стульев», где «он кричал на посетителей, которые не реагировали на его проповеди об исцелении».

## Служение и проповедование
1947 год пришёл, как переломный момент. До этого времени Робертс служил в Оклахоме как проповедник по совместительству. Но в возрасте 29 лет Робертс заявляет, что он взял в руки Библию, и она открылась на 3-м послании Иоанна, на 2 стихе, в котором он прочитал: «Возлюбленный! молюсь, чтобы ты здравствовал и преуспевал во всем, как преуспевает душа твоя». Он сказал, что на следующий день он купил автомобиль «Бьюик» и Бог предстал, направляя его исцелять больных.
Робертс подал в отставку со служения в пастве в Пятидесятнической Церкви Святости, чтобы основать Евангельскую Ассоциацию Орала Робертса. Он проводил евангелизации и исцеления веры по всей территории Соединённых Штатов и по всему миру, воскрешая мертвых. Тысячи больных людей ожидали в очереди, чтобы он помолился за них. Он появлялся в качестве приглашенного проповедника на сотнях национальных и международных собраниях и конвенциях. За годы служений он провёл больше 300 «крестовых походов» на шести континентах, и лично возложил руки в молитве более чем на два миллиона человек.
Он также лично руководил почтовыми кампаниями «семена веры», которые привлекали бедных американцев, часто из этнических меньшинств. На пике своего служения в начале 1980-х годов, Робертс был лидером организации с доходом в 120 миллионов долларов в год, в которой было занято 2300 человек. Это распространялось не только на обучение, но также медицинские школы и больницы, а также здания на 200 000 м² в южной Талсе, оценивающиеся в 500 миллионов долларов. Другая часть Евангельской Ассоциации Орала Робертса — Молитвенная Группа Жизни Изобилия была основана в 1958 году.
Робертс был пионером телепроповедования, и привлёк обширную телеаудиторию. Он начал вещание на радио в 1947 году, и начал вещать свои проповеди на телевидении в 1954 году.

## Смерть
Орал Робертс скончался 15 декабря 2009 в возрасте 91 года. Он был «одной ногой на пенсии» и жил в Ньюпорт-Бич (Калифорния).